# Teràpia gènica

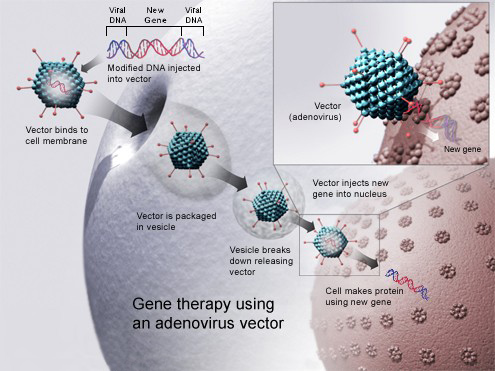
Teràpia gènica fent servir un adenovirus com a vector. S'insereix un nou gen en el vector d'adenovirus, que és emprat per introduir l'ADN modificat en la cèl·lula humana. Si el tractament es fa amb èxit el nou gen donarà lloc a una proteïna funcional.

La teràpia gènica consisteix en la inserció de gens en les cèl·lules i teixits d'un organisme concret per tractar una malaltia, sobretot en el cas d'una malaltia hereditària.
La teràpia gènica pretén substituir un al·lel mutant defectiu per un altre de funcional. Tot i que la tecnologia encara es troba en els seus inicis, de moment ja ha recollit alguns fruits. La teràpia antisentit no seria segons la interpretació estricta de la definició donada una forma de teràpia gènica, però és sovint classificada com una variant.

## Rerefons històric
En els anys vuitanta, els avanços en biologia molecular han permès que els gens puguin ser seqüenciats i clonats. Els científics, cercant un mètode de produir proteïnes fàcilment, com la insulina per als diabètics deficitaris, van investigar la manera d'introduir els gens humans en l'ADN bacterià. D'aquesta manera, els bacteris modificats produeixen la proteïna corresponent, que pot ser purificada i injectada en la gent que no la produeix de manera natural.
Els científics van prendre la mesura lògica de voler-se saltar el pas de la contínua purificació de la proteïna i posterior injecció per introduir els gens directament en cèl·lules humanes, centrant-se en un principi en les malalties causades per una sola mutació, com la fibrosi quística, l'hemofília, la distròfia muscular i l'anèmia falciforme. Tanmateix, ha esdevingut molt més complicat que modificar un simple bacteri, principalment degut als problemes que comporten traslladar grans quantitats d'ADN i que vagi a parar just en el lloc correcte del genoma.
El primer cas amb bons resultats de teràpia gènica es produí l'any 1990, en què l'investigador Michael Blaese aconseguí guarir Ashanti da Silva, una nena de 4 anys que patia una rara immunodeficiència deguda a una mutació en un gen. Blaese aplicà teràpia gènica ex vivo: va extreure cèl·lules sanguínies de la nena, inserí en aquestes cèl·lules la còpia correcta del gen, i reintroduí les cèl·lules als vasos sanguinis de la nena. Com a resultat, da Silva va millorar notablement, i tot i que s'ha anat sotmetent a diferents controls, es pot considerar el primer cas d'un ésser humà guarit amb teràpia gènica.
Malgrat aquests principis encoratjadors, els avenços posteriors en teràpia gènica han estat més lents i menys reeixits del que es pensava en un principi.

## Tipus de teràpies gèniques
En teoria és possible transformar tant les cèl·lules somàtiques (la majoria de cèl·lules del cos) o germinals (com els espermatozoides, òvuls, i les cèl·lules mare precursores). Actualment, la totalitat de la teràpia gènica s'ha dirigit a les cèl·lules somàtiques, mentre que l'enginyeria de les cèl·lules germinals humanes roman només com un projecte de futur altament controvertit. Perquè el gen introduït sigui transmès correctament a la descendència cal no només que sigui inserit en la cèl·lula, sinó que també ha de ser incorporat en el cromosoma per recombinació genètica.
La teràpia gènica pot ser classificada en dues amples categories: ex vivo (on les cèl·lules es modifiquen a fora del cos del pacient i trasplantades de nou) i in vivo (on els gens són modificats en les cèl·lules, estant aquestes en el cos). Es tendeix a fer la teràpia ex vivo en els vectors recombinants, ja que els vectors tenen una probabilitat de recombinació molt baixa.

## Vectors en la teràpia gènica
L'ADN és una molècula biològica, i com a tal està exposada a ésser degradada i digerida quan es troba en entorns biològics, per exemple, dins la cèl·lula. Perquè l'ADN no es degradi per les nucleases pròpies de la cèl·lula, cal que estigui integrat en un cromosoma o sistema genètic que li asseguri la seva pervivència durant el temps de vida de la cèl·lula i les seves descendents. Per fer això, és indispensable usar un vector, un element biològic que vehicularitzi i faciliti la inserció de l'ADN que volem introduir cap al cromosoma. Les diferents tecnologies de teràpia gènica es diferencien, principalment en el vector utilitzat.

### Virus
Tots els virus ataquen els seus hostes i hi introdueixen el seu material genètic en la cèl·lula hoste com a part del seu cicle de replicació. Aquest material genètic conté instruccions de com produir més còpies d'aquests virus, segrestant la maquinària de producció cel·lular per a servir les necessitats del virus. Les cèl·lules infectades es veuran forçades a produir més i més còpies del virus, amb el que cada cop es veuran infectades més cèl·lules. Certs tipus de gens normalment insereixen físicament els seus gens en el genoma de l'hostatger. Així s'incorporaria els gens d'aquest virus en els de la cèl·lula durant el que li quedi de vida. No ho fan per regla general tots els virus però sí que n'hi ha que ho fan, essent una característica dels retrovirus, la família de virus que inclou el VIH.
Els científics creuen que aquest tipus de virus podrien ser potencialment fets servir per coma vehicles per inserir els gens bons en les cèl·lules humanes. Primerament, un científic extrauria els gens que causen la malaltia. Després substituiria aquests gens per gens que codifiquessin per la proteïna necessitada (per exemple insulina en el cas dels diabètics). Això s'hauria de fer de manera que els gens que permeten al virus inserir el seu genoma en la cèl·lula romanguessin intactes. Això pot ser confús i requereix una elevada recerca i enteniment dels gens del virus de manera que es conegui de forma exacta i precisa la funcionalitat de cada un. Un exemple:
| « | S'aïlla un virus que replica inserint els seus gens en les cèl·lules de l'hostatger. Aquest virus té dos gens- A i B. El gen A codifica una proteïna que permet al virus inserir-se en les cèl·lules del genoma. El gen B normalment causa la malaltia amb la qual s'associa el virus. El gen C is el "normal" o "desitjable" que volem en el lloc del gen B. Així doncs, per enginyeria genètica del virus el gen és substituït, permetent al gen A funcionar correctament, aquest virus podria introduir el "gen bo" en la cèl·lula hostatgera sense causar-li cap malaltia. | » |

Tot això és clarament una sobresimplificació, i existeixen nombrosos problemes que prevenen contra l'ús de vectors virals per a la teràpia gènica, tals com: problemes en la prevenció d'efectes no desitjats, assegurar-se de què el virus infectarà la cèl·lula correcta en el cos, i assegurar-se de què el gen inserit no interromprà cap gen vital ja existent en el genoma. Tanmateix, aquest mode bàsic d'introducció de egsna actualment es mostra molt prometedor i els científics hi estan treballant intensament per arreglar qualsevol problema potencial que pugui existir.

#### Retrovirus
El material genètic en els retrovirus es troba en forma d'ARN, mentre que el material genètic dels pacients es troba en forma d'ADN. Quan un retrovirus infecta una cèl·lula introdueix el seu ARN conjuntament amb altres enzims com la retrotranscriptasa que produeix una còpia d'ADN a partir de la seva molècula d'ARN. Després d'això, el genoma viral ha de ser integrat en algun cromosoma del nucli cel·lular. L'enzim encarregat de fer-ho és la integrasa.
Un cop que el material genètic del virus és incorporat i ha esdevingut part del material genètic de la cèl·lula infectada es pot dir que aquesta ha estat modificada amb un nou gen. Tots els descendents resultants de la divisió cel·lular contindran els gens nous.
Un dels riscs que comporta la teràpia gènica emprant retrovirus és que l'enzim integrasa pot inserir el material genètic del virus en una posició arbitrària en el genoma de la cèl·lula. Si es dona el cas que el material genètic s'insereix al mig d'un dels gens originals de la cèl·lula aquest gen serà segurament interromput. Si el gen és un controlador de la divisió cel·lular (com ara el p53) pot desenvolupar-se una divisió cel·lular descontrolada que comportarà l'aparició de càncer. Aquest problema s'ha intentat corregir recentment fent servir nucleases dits de zinc per a dirigir el lloc d'integració cap a seqüències específiques d'ADN [1].
La teràpia gènica ha provat de tractar la immunodeficiència combinada severa aconseguint resultats positius fins que es va veure que tres d'onze pacients tractats a França varen desenvolupar la leucèmia. A Anglaterra se n'ha tractat deu més aconseguint igual d'èxit en la reconstrucció del sistema immunitari. La teràpia gènica que intenta reparar la deficiència de l'enzim adenosina desaminasa continua amb relatiu èxit als EUA, Itàlia i el Japó.

#### Adenovirus
Els adenovirus són un tipus de virus que duen el material genètic en forma d'ADN bicatenari. Causen infeccions respiratòries (especialment el refredat comú), intestinals, i oculars en humans. Quan parasiten la cèl·lula hi introdueixen una molècula d'ADN que no és incorporat en l'ADN cromosòmic. La molècula queda lliure en el nucli amb la informació genètica necessària per a ser transcrita com qualsevol altre gen endogen. L'única diferència és que aquests gens de més no seran replicats quan la cèl·lula vagi a dividir-se de manera que les seves descendents no tindran el gen extra. Això significa que el tractament amb adenovirus requerirà una readministració en una població creixent de cèl·lules. D'altra banda, la incapacitat d'integració d'aquest virus evitarà que es comporti com un agent carcinogènic com amb el cas dels retrovirus. L'ús d'aquest vector ha aixecat esperances de cara al tractament del càncer. De fet, el primer producte de teràpia gènica en haver rebut permisos és un adenovirus per al tractament del càncer.

#### Virus adenoassociats
Els virus adenoassociats (VAA), de la família dels parvovirus, són petits virus d'ADN monocatenari. Aquests virus poden inserir el material genètic a un lloc específic del cromosoma 19. Hi ha alguns pocs desavantatges amb l'ús dels VAA, principalment amb la petita quantitat de material genètic que és capaç de transportar i la dificultat de produir-lo. Aquest tipus de virus és emprat, tanmateix, per què no és patogen (la gent n'és portadora sense ser-ne conscient). En contrast amb els adenovirus, la majoria de gent tractada amb VAA no desenvoluparà resposta immunitària que elimini els virus i les cèl·lules que han estat tractades amb èxit amb aquests. Diversos virus amb VAA estan en procediment o preparació, principalment provant de tractar les malalties musculars i oculars, les dues dianes per les quals els virus mostra més afinitat. Tanmateix també s'han desenvolupat tractaments en què els VAA es fan servir com a vectors cerebrals. Això és possible per què VAA poden infectar cèl·lules que no estiguin en divisió com ara neurones i ser expressat durant llargs terminis de temps.
De moment, però, en les investigacions recents les cèl·lules humanes implicades han estat destruïdes pel sistema immunitari. Sembla que aquesta reacció es dona contra una part de la càpsida del serotip 2 del virus. Altres estudis han demostrat que l'organisme reacciona de manera semblant contra els VAA de serotip 8.

### Mètodes no virals
Els mètodes no virals presenten certes avantatges respecte als mètodes virals, destacant la producció a gran escala i la baixa resposta immunitària. Anteriorment s'havien desestimat els vectors no vírics a causa de les baixes taxes de transfecció i expressió genètica, tanmateix els progressos realitzats en el camp ha fet que s'arribi a taxes comparables amb les dels virus.

#### ADN nu
És el mètode més simple de transfecció no viral. S'han dut a terme assajos clínics consistents en injectar plasmidis d'ADN nu intramuscularment amb certs resultats limitats i una expressió molt més baixa comparada amb altres mètodes de transfecció. A més dels assajos amb plasmidis, s'han dut a terme alguns amb ADN nu provinent de la PCR amb semblant èxit però que tanmateix no es pot comparar al dels altres mètodes més eficients per a transfectar l'ADN nu com l'electroporació i la biol·lística, tècnica amb la qual es dispara a les cèl·lules partícules d'or impregnades d'ADN.

#### Oligodesoxinucleòtids
L'ús dels oligodesoxinuclètids sintètics en la teràpia gènica té com a finalitat la inactivació de gens implicats en el desenvolupament d'una malaltia. Hi ha diversos mètodes que aconsegueixen aquesta fita. Una d'elles és l'ARN antisentit específic per impedir la transcripció del gen. Altres empren molècules petites d'ARN anomenades ribozims per hidrolitzar seqüències úniques i específiques d'ARNm del gen perjudicial impedint-ne la traducció.

#### Lipoplexos i poliplexos
Per a millorar el transport de l'ADN a les cèl·lules l'ADN ha de ser protegit de l'entorn que el pugui malmetre i que en faciliti l'entrada a la cèl·lula. Per a aquesta fita les noves molècules lipoplexes i poliplexes, han estat creades per protegir l'ADN de la degradació durant el procés de transport.
El plasmidi d'ADN pot ser recobert amb lípids en una estructura organitzada com una micel·la o un liposoma. Quan l'estructura organitzada s'acomplexa amb l'ADN llavors s'anomena lipoplex. Hi ha tres tipus de lipoplexos; aniònic (carregat negativament), neutral o catiònic (carregat positivament). De bell antuvi es varen fer servir lípids neutrals i aniònics per a la construcció de lipoplexos per a vectors sintètics. Tanmateix, malgrat haver-hi una toxicitat molt menuda associada, són compatibles amb els líquids corporals i hi havia la possibilitat d'adaptar-los per ser específics de teixit, la qual cosa és complicada i el temps que hagués consumit tanta atenció es fa enfocar cap a les versions catiòniques.
Els lípids catiònics, per la seva càrrega positiva, s'acomplexen de manera natural amb l'ADN que en ser un àcid és de natura negativa. Com a resultat de la seva càrrega també interaccionen amb la membrana cel·lular, es dona l'endocitosi del lipoplex i l'ADN entra al citoplasma. Els lípids catiònics també protegeixen contra la degradació de l'ADN per part de la cèl·lula.
L'ús més comú de lipoplexos s'ha donat en la transferència genètica a cèl·lules canceroses, on els gens substituts han activat els gens supressors de tumors de la cèl·lula i disminuït l'activitat dels oncogens. Els estudis recents han demostrat que els lipoplexos són útils en la transfecció de cèl·lules epitelials respiratòries, de manera que es poden fer servir per al tractament de malalties respiratòries genètiques com la fibrosi cística.
Els complexos de polímers amb l'ADN s'anomenen poliplexes. La majoria de poliplexes consisteixen en polímers catiònics i la seva producció és regulada per interaccions iòniques. Una gran diferència entre el mètode d'acció de poliplexes i el de lipoplexos és que els poliplexes no poden alliberar l'ADN que traginen en el citoplasma, per tant, per a aquest fi, la cotransfecció amb agents lítics d'endosoma (per llisar l'endosoma que és fet durant l'endocitosi, el procés pel qual el poliplexe entra a la cèl·lula) pot ocórrer com amb els adenovirus inactivats. Tanmateix aquest no és sempre el cas, hi ha polímers com la polietilanimina que tenen el seu propi mètode de disrupció de l'endosoma.

### Mètodes híbrids
Com que tots els mètodes de transferència de gens tenen defectes, s'han desenvolupat alguns mètodes híbrids que combinen dues o més tècniques.

## Desenvolupaments recents en teràpia gènica
Científics del National Institutes of Health (Bethesda, MD) han tractat amb èxit un melanoma metastàtic en dos pacients, fent servir les cèl·lules T citotòxiques genèticament modificades per atacar a les cèl·lules tumorals. Aquest estudi constitueix la primera demostració de què la teràpia gènica pot ser eficaç per a combatre el càncer.
El març del 2006 un grup internacional de científics anunciaren l'ús amb èxit de la teràpia gènica per tractar dos pacients adults per a una malaltia que afectava les cèl·lules mieloides. L'estudi publicat al Nature Medicine, es creu que és el primer que mostra que la teràpia gènica pot curar malalties del sistema mieloide.
En la Universitat de California, Los Angeles, els investigadors han aconseguit fer entrar gens en el cervell gràcies al polietielè glicol (PEG). La transferència al cervell és una fita important, ja que els virus són massa grossos per travessar la barrera hemotoencefàlica. Aquest mètode té potencial per al tractament del Parkinson.
L'ARN d'interferència o silenciament genètic pot ser una nova via de tractament de la malaltia de Huntington. Fragments petits d'ARN bicatenari (siRNA) són emprats per les cèl·lules per degradar l'ARN d'una seqüència particular. Si un siRNA està dissenyat per complementar l'ARN copiat d'un gen defectuós, llavors el producte anormal d'aquest gen no serà produït.
S'ha aconseguit aproximacions a les reparacions de l'ARN derivat de gens defectuosos. Es creu que la tècnica té potencial per a tractar la thalassèmia, la fibrosi cística, i alguns càncers.
La teràpia gènica per al tractament de nens amb X-SCID (immunodeficiència severa combinada) o els "nens bombolles" ha estat aturada a França a raó del desenvolupament de leucèmia en pacients tractats.
Investigadors de Case Western Reserve University i Copernicus Therapeutics han estat capaços de crear liposomes minúsculs de 25 nanòmetres capaços de traginar ADN terapèutic a través del porus de la membrana nuclear.
L'any 2002, l'anèmia faciforme ha estat tractada amb èxit en ratolí.

## Problemes i ètica
La barrera de Weismannr és fonamental en el pensament actual per a la seguretat de la teràpia gènica. Una de ben feta hauria de no poder modificar la càrrega genètica de les cèl·lules germinals. L'eugenèsia mitjançant la modificació directa del material genèric -a diferència de la selecció del ja existent-, està prohibida a la Unió Europea així com a molts d'altres llocs i la seva perillositat i els seus efectes fan que hagin de ser motiu d'estudi separat.
Alguns dels problemes de la teràpia gènica inclouen:
- Natura de vida curta de la teràpia gènica. Abans que la teràpia gènica esdevingui una cura permanent en qualsevol condició, l'ADN terapèutic introduït en les cèl·lules ha de romandre funcional i estable durant llargs terminis en les cèl·lules. Els problemes relacionats amb la integració de l'ADN en el genoma i la natura d'elevat grau de divisió de moltes cèl·lules provoca que hi hagi grans dificultats per assolir beneficis a llargs terminis. Els pacients han de recórrer a múltiples rondes de teràpia gènica.
- Resposta immunitària. Cada cop que un objecte estrany és introduït en els teixits humans s'ha de sotmetre a la pressió del sistema immunitari que molt probablement l'atacarà. El risc d'estimular el sistema immunitari és un risc potencial que pot fer que disminueixi l'efectivitat del tractament. Podria fer impossible tornar a aplicar un mateix tractament a un pacient i en faria davallar l'eficiència dels primers de mode creixent.
- Problemes amb els vectors virals. Els virus, com a vectors d'un munt d'estudis de teràpia gènica comporten una sèrie de problemes potencials per al pacient --toxicitat, respostes immunitària i inflamatòria, i dificultats de control. A més, hi ha el perill de què un vector mal dissenyat, un cop dins el pacient, pugui recobrar la seva capacitat infectiva.
- Trastorns multigènics. Els millors trastorns candidats per a la teràpia gènica són aquells que tenen el seu origen en una sola alteració puntual del genoma. La realitat és però que la majoria de malalties comunes tenen orígens genètics multifactorials, com les malalties de cor, alta pressió sanguínia, la malaltia d'Alzheimer, artritis, o la diabetis. Els trastorns multigènics i multifactorials com aquests podrien ser molt més difícils de tractar efectivament fent servir la teràpia gènica. Malgrat això, es dona el cas que com que són malalties amb grans perspectives de negoci per part de les empreses s'hi està investigant molt.
- Inducció de tumor. Si l'ADN s'integra en el lloc incorrecte del genoma, per exemple en un gen supressor de tumor pot induir un tumor.

## En la cultura popular
La teràpia gènica té un paper principal en la sèrie de ficció Stargate Atlantis, on cert tipus de tecnologia només pot ser emprada si es té cert gen que és donat als membres de l'equip a través de la teràpia gènica. També té un paper important en l'argument de la pel·lícula Die Another Day d'en James Bond. La teràpia gènica té un paper crucial en el videojoc Metal Gear Solid, on ha estat emprat per realçar les capacitats de combat dels soldats enemics.

## Publicacions
- Molecular Therapy (anglès)
- Human Gene Therapy (anglès)